# Harold Harris
Harold Harris (* 22. August 1934 in Lafayette (Indiana)) war ein US-amerikanischer Jazzmusiker (Piano, Komposition), der sich stilistisch sowohl an Erroll Garner als auch an Red Garland orientierte.

## Leben und Wirken
Harris besuchte die Jefferson High School und studierte anschließend an der Purdue University Soziologie und Physical Education; daneben trat er im Raum Lafayette auf. Nach Ableistung des Militärdienstes in der US Army zog er nach 1958 nach Chicago, wo er im Hauptberuf im Sozialamt arbeitete und nachts in Clubs auftrat. Unter eigenem Namen konnte Harris zwei Alben für Vee Jay Records einspielen; das erste, Here’s Harold erschien 1960. Darauf spielte der Pianist mit dem Bassisten Lennell Glass und dem Schlagzeuger George Harps. Neben Eigenkompositionen interpretierte Harris darauf Standards wie „I Could Write a Book“, „Over the Rainbow“ und „I Can’t Get Started“. 1962 folgte noch ein Mitschnitt aus einem Nachtclub in Chicago, in dem Harris ein zweijähriges Engagement hatte, At the Playboy Club (Vee Jay), mit Titeln wie „What Kind of Fool Am I“ oder „When Your Lover Has Gone“. Erst 1995 bekam Harris die Gelegenheit, zwei weitere Alben im Studio Sparrow Sound Design in Chicago einzuspielen, die bei japanischen Labeln veröffentlicht wurden: Bluesville Revisited + 3 (Interplay) nahm Harris im Trio mit Lennell Glass und Charles Pittman (Schlagzeug) auf; Luis Blue entstand in Quintettbesetzung mit Eddie Wade (Gitarre), Spurling Banks (Bass), Steven Yates (Schlagzeug) und Ben Farnandis (Gesang).